# Diocèse de Rhône-et-Loire
Cet article court présente un sujet plus développé dans : Archidiocèse de Lyon.
 (octobre 2020).
Si vous disposez d'ouvrages ou d'articles de référence ou si vous connaissez des sites web de qualité traitant du thème abordé ici, merci de compléter l'article en donnant les références utiles à sa vérifiabilité et en les liant à la section « Notes et références ».
Le diocèse de Rhône-et-Loire ou, en forme longue, le diocèse du département de Rhône-et-Loire est un ancien diocèse de l'Église constitutionnelle en France.
Créé par la constitution civile du clergé de 1790, il couvrait le département de Rhône-et-Loire. Le siège épiscopal était Lyon.
À la suite de la partition du département, en 1793, deux diocèses furent créés : l'un pour le département du Rhône, l'autre pour celui de la Loire.
Ils furent supprimés à la suite du concordat de 1801.